# ウォレス・スティーヴンズ

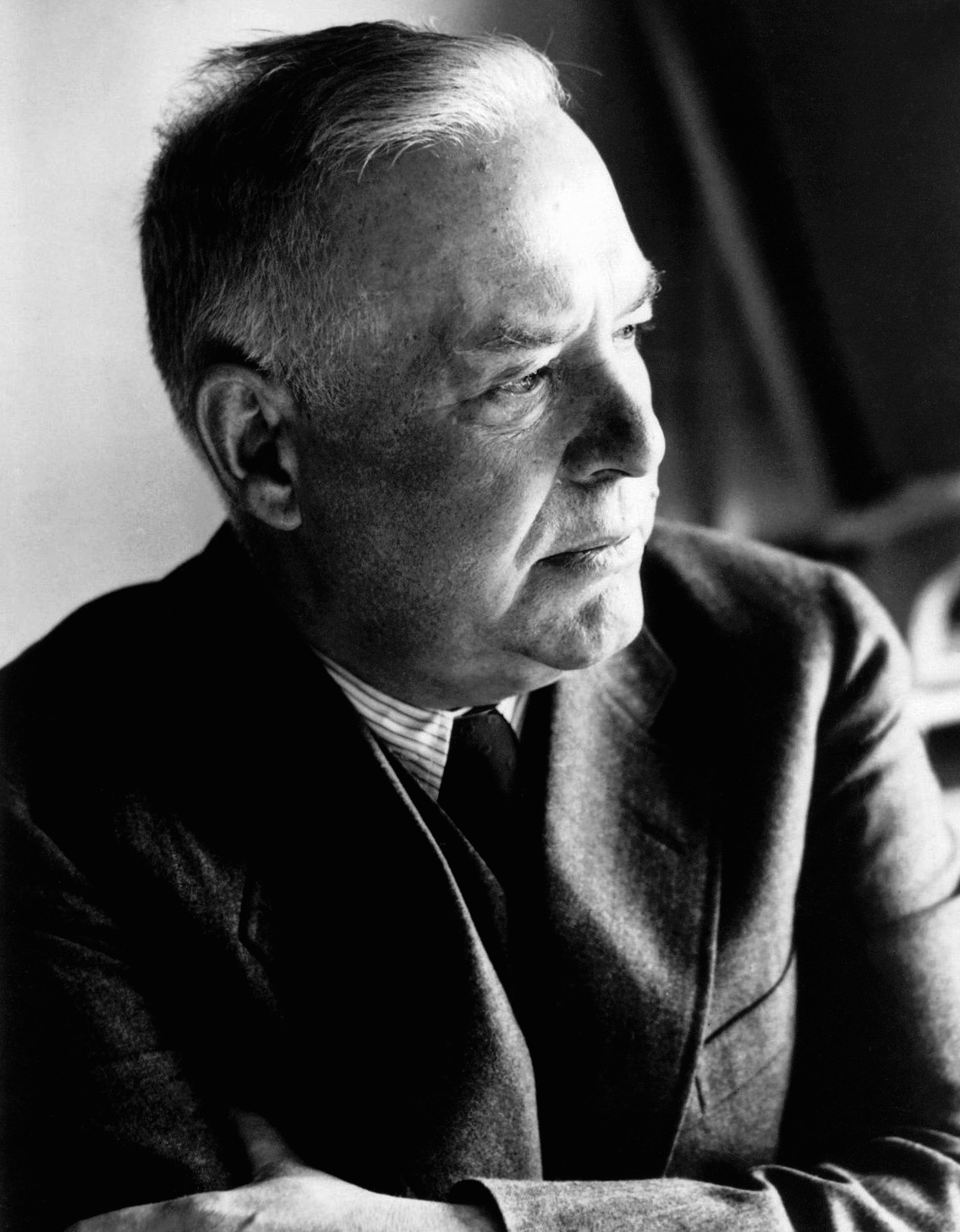
1948年

ウォレス・スティーヴンズ（Wallace Stevens、1879年10月2日 - 1955年8月2日）は、アメリカ合衆国のモダニズム詩人。

## 概略
ペンシルベニア州レディングの裕福な法律家の家に生まれ、ハーヴァードとニューヨークの法律学校に学び、生涯をコネティカット州ハートフォードの保険会社に勤務し、1934年には副社長に就任した。
1923年に最初の詩集『足踏みオルガン（Harmonium）』を刊行、これを改訂して1930年に改訂版を出した。第二期には『夏の移転』『青いギターの男』などを刊行した11年間で、次いで『秋のオーロラ（The Auroras of Autumn）』を1950年代に刊行、1951年に同作で全米図書賞を受賞した。1955年にその詩業によってピューリッツァー賞 詩部門を受賞した。死の前年には全詩集を刊行した。
穏健な詩体だが古語や難語を多用し、独自の象徴用語を用いた難解で観念的な瞑想詩であった。

## 日本語訳
- 『美と秩序の理念 W.スティーヴンズ詩集』(中部日本詩人双書) 池谷敏忠訳. 宇宙時代出版部, 1963
- 『ウォレス・スティーヴンズ詩集』池谷敏忠 訳. 千種正文館, 1969
- 『ウォレス・スティーヴンズ格言集』池谷敏忠 訳. 千種正文館, 1971
- 『場所のない描写 ウォーレス・スティーヴンズ詩集』加藤文彦,酒井信雄訳. 国文社, 1986
- 『世界詩人全集 第21」ウォレス・スティーヴンズ(鍵谷幸信訳) 新潮社, 1969
- 『ウォレス・スティーヴンズ詩集』堀田三郎訳. 英宝社, 2022

## 日本での研究書
- 新倉俊一 編著『ウォレス・スティーヴンズ』(現代英米文学セミナー双書）山口書店, 1982
- 山﨑隆司『無からの形象　ウォーレス・スティーヴンズへの接近』神戸市外国語大学外国学研究所, 1983
- 池谷敏忠『ウォレス・スティーヴンズ研究』晃学出版, 1990
- 嶋崎陽子『アメリカの詩心 ディキンスンとスティーヴンズ』沖積舎, 1998
- 田中泰賢『アメリカ現代詩の愛語 スナイダー/ギンズバーグ/スティーヴンズ』英宝社, 1998
- 阿部公彦『モダンの近似値 スティーヴンズ・大江・アヴァンギャルド』松柏社, 2001
- 富山英俊編『アメリカン・モダニズム パウンド・エリオット・ウィリアムズ・スティーヴンズ』せりか書房, 2002.4
- 古賀哲男『ウォレス・スティーヴンズ 生存のための詩』世界思想社, 2007